# テーブル (情報)

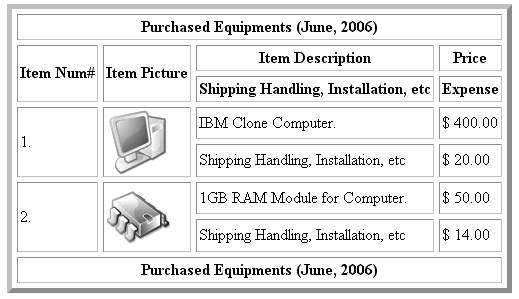
HTMLを使ってウェブブラウザで描画したテーブルの例（画像）

テーブル（英: table）または表（ひょう）は、ビジュアルコミュニケーションの一形態であり、データを並べる手段である。テーブルはコミュニケーション、研究、データ解析など様々な分野で使われている。
印刷物、手書きのノート、コンピュータソフトウェア、建築装飾、交通標識など様々なところでテーブルを見つけることができる。テーブルについての正確な規定や用語は文脈によって異なる。さらに、テーブルの構造、柔軟性、記法、表現、用途も非常に多彩である。書籍や技術文書ではよく表番号と表タイトル付きの回り込みブロックとしてレイアウトされる。
テーブルは、階層型マトリックスの中にデータの集合の論理的構造をマッピングする視覚的情報伝達法の一種でもある。テーブル内のデータは離散的データの場合もあるし変数の場合もある。例えば、数表、真理値表、周期表、HTMLの表 (table) などがある。しばしば、グラフなどとまとめられて「統計図表」という言われ方をすることがある。

## 概要
テーブルは行 (row) と列 (column) を順に並べる形で構成されている。これが最も基本的なテーブルである。これに対して次のような点が考慮される。
- 行にはいくつか同義語が存在する（例えば、レコード、k-タプル、n-タプル、ベクトルなど）
- 列にもいくつか同義語が存在する（例えば、フィールド、パラメータ、プロパティ、属性など）
- 列には通常、名前がある。
- 列の名前としては単語、文節、番号などがある。
- 行と列の交わるマス目を「セル (cell)」と呼ぶ。

テーブルの要素はグループ化されたり、分割されたり、様々な方法で配置され、時には再帰的に入れ子にすることもある。さらに、テーブルにはメタデータや注釈、ヘッダ、フッタ、その他の補助的情報を付けることができる。

### 単純なテーブル
以下の例は、3つの列と6つの行からなる単純なテーブルである。最初の行は列の名前を表示しているだけなので数に含めない。このような行を「ヘッダ行」という。
年齢表:
| 名     | 姓         | 年齢 |
| ------ | ---------- | ---- |
| Nancy  | Davolio    | 33   |
| Nancy  | Klondike   | 43   |
| Nancy  | Obesanjo   | 23   |
| Justin | Saunders   | 37   |
| Justin | Timberlake | 26   |
| Paulo  | Ilustre    | 11   |

## 概括的表現
コミュニケーションツールとしてのテーブルは、様々な文脈の様々な情報を概括的に表す形式である。他の形式ではすぐには理解できない情報を分かりやすく提示できる。
例えば、下の図は同じ情報を2種類の形式で表したものである。ある化学薬品の危険性を示していて、上側は全米防火協会の NFPA 704 規格「ファイア・ダイアモンド」と呼ばれ、例に示した値を下のテーブルで追加の説明と共に説明している。どちらも同じ情報を表しているが、テーブル表現の方が NFPA 704 を知らない人でも理解しやすい。しかし、テーブル表現はあらゆる状況で理想的というわけではない（例えば、スペースが限られている場合や安全性の理由など）。
ファイア・ダイアモンド:
テーブルによる表現:
| 危険物質のリスクレベル | 危険物質のリスクレベル | 危険物質のリスクレベル | 危険物質のリスクレベル |
| 健康障害               | 燃焼性                 | 不安定性               | 特記事項               |
| ---------------------- | ---------------------- | ---------------------- | ---------------------- |
| Level 3                | Level 2                | Level 1                |                        |

## 用途
テーブル（表）が普通に使われている例を以下に示す。

### 出版物
- クロスリファレンス - 目次 (table of contents)

### 数学
- 算数 - 九九の表
- 論理学 - 真理値表

### 自然科学
- 化学 - 周期表
- 海洋学 - 潮位表

### 情報技術

#### プログラミング
データをテーブルで表すことはコンピュータではよくあることで、それぞれが特定のデータ構造やフォーマットを表している。テーブルはメモ化による負荷低減とも深い関係がある（キャッシュを参照）。
例:
- n-次元配列
- シンボルテーブル
- inodeテーブル
- ハッシュテーブル
- Comma-Separated Values などのファイルフォーマット

#### アプリケーションソフト
様々なテーブルやテーブル状のデータの生成・整形・編集を支援するアプリケーションソフトウェアがある。
アプリケーションの例:
- ワープロソフト
- 表計算ソフト
- プレゼンテーションソフトウェア
- HTMLなどのマークアップ言語で記述されたテーブル

## 家具との歴史的関係
中世ヨーロッパの会計屋は、市松模様（チェック模様）のテーブルの上で、その升目を使って貨幣を数えていた。イギリスの財務省を Exchequer と呼ぶのもそれに由来する。市松模様のテーブルで貨幣を重ねて数えるという行為は、まさしく情報の具体的認識方法の1つである。